# Сьотти, Эрик
Эри́к Сьотти́, в итальянской транскрипции Чо́тти ( Éric Ciotti; род. 28 сентября 1965[…], Ницца) — французский политик, лидер партий «Республиканцы» (2022—2024) и «Союз правых за республику» (с 2024).

## Биография

### Политическая карьера
Родился 28 сентября 1965 года в Ницце, имеет итальянские корни по отцу. В 1988 году окончил Институт политических исследований. В 1989 году избран депутатом муниципального совета Сен-Мартен-Везюби. В 2003—2007 годах возглавлял канцелярию депутата Национального собрания Кристиана Эстрози, в 2007 году сам избран депутатом парламента от 1-го округа департамента Приморские Альпы. 21 марта 2008 года стал первым помощником мэра Ниццы, 18 апреля того же года — заместителем председателя Сообщества агломерации Ницца-Лазурный Берег. 18 декабря 2008 года те и другие полномочия Сьотти были прекращены, и до 2017 года он возглавлял генеральный совет департамента Приморские Альпы (в 2008 году был избран его депутатом от кантона Сен-Мартен-Везюби). С 2009 по 2017 год являлся национальным секретарём по вопросам безопасности в правоцентристской партии Союз за народное движение и её правопреемницы — партии Республиканцы. В 2015—2018 годах занимал должность секретаря партийного отделения в департаменте Приморские Альпы, затем возглавил его и национальную комиссию по выдвижению кандидатов на выборные должности.
16 января 2018 года избран квестором Национального собрания от республиканцев по истечении полномочий Тьери Солера.
2 декабря 2021 года по итогам первого тура выборов официального кандидата от «Республиканцев» на президентских выборах 2022 года в ходе партийного съезда вместе с Валери Пекресс сенсационно вышел во второй тур голосования, хотя социологические опросы отводили ему, а также Мишелю Барнье и Филиппу Жювену роль аутсайдеров (фаворитом считался Ксавье Бертран). За Сьотти проголосовали 28 844 однопартийцев (25,59 %), за Пекресс — 28 179 (25 %). Барнье, Бертран и Жювен призвали своих сторонников поддержать во втором туре кандидатуру Пекресс.
4 декабря 2021 года проиграл второй тур праймериз с результатом 39 %.

### Лидер партии «Республиканцы»
4 ноября 2022 года Эрик Сьотти, Брюно Ретайо и Орельян Пради прошли предварительный отбор, собрав необходимое количество подписей однопартийцев (минимум 485) и заручившись поддержкой минимум 10 парламентариев, и стали кандидатами на выборах нового председателя «Республиканцев», назначенных ввиду отставки Кристиана Жакоба.
3-4 декабря 2022 года в ходе партийного съезда в течение суток продолжалось электронное голосование имеющих право голоса 91 110 республиканцев, по итогам которого во второй тур голосования 10-11 декабря вышли Сьотти (42,73 % голосов) и Ретайо (34,45 %).
11 декабря 2022 года победил во втором туре с результатом 53,7 % при явке 69,7 % против 72,67 % в первом туре голосования.
12 июня 2024 года отстранён от должности решением Политического бюро партии из-за несогласованного заявления Сьотти днём ранее о возможном союзе с Национальным объединением на досрочных парламентских выборах 30 июня и 7 июля. Временное исполнение обязанностей лидера «Республиканцев» возложено на Анни Женевар и Франсуа-Ксавье Беллами. Сьотти назвал незаконным созыв Политического бюро, осуществленный генеральным секретарём Анни Женевар, и распорядился закрыть помещение штаб-квартиры «Республиканцев» по соображениям безопасности, но Политический комитет провёл заседание в другом здании.
13 июня 2024 года Сьотти опротестовал решение Политического бюро в суде.
22 сентября 2024 года объявил об отставке и выходе из партии, выразив несогласие с поддержкой, оказанной партией сформированному накануне правительству Барнье. По словам Сьотти, это не правительство сосуществования, это макронистское правительство, в которое для вида включены несколько представителей «Республиканцев».

### Дальнейшая карьера
31 августа 2024 года, ещё оставаясь формальным лидером «Республиканцев», Сьотти инициировал создание новой политической партии — Союз правых за республику, которую возглавил на учредительном съезде в своём политическом оплоте — городе Левенс в департаменте Приморские Альпы. Приверженность партии голлистским идеалам подчёркивается её названием — французская аббревиатура UDR (Union des droites pour la République) полностью совпадает с сокращённым наименованием основанной Де Голлем партии Союз демократов в поддержку республики (Union des démocrates pour la République).